# São Bernardo (Luís Gomes)

Localização de São Bernardo (em vermelho) em Luís Gomes.

São Bernardo é um distrito de Luís Gomes, município brasileiro no estado do Rio Grande do Norte. Foi criado pela lei estadual nº 2 843, de 26 de março de 1963. Está distante quatro quilômetros da sede municipal, a uma altitude de 597 metros em relação ao nível do mar. Limita-se a norte com o município de Coronel João Pessoa e Riacho de Santana; a sul com Poço Dantas e Uiraúna, ambos na Paraíba; a leste com o distrito-sede (Luís Gomes) e a oeste novamente Poço Dantas.

## Demografia
Conforme dados do censo demográfico de 2010, realizado pelo Instituto Brasileiro de Geografia e Estatística (IBGE), a população total do distrito era de 2 238 habitantes, equivalente a 23,3% da população municipal. Desse total, 1 162 habitantes eram do sexo feminino (51,92%) e 1 076 do sexo masculino (48,08%), com uma razão de sexo de 107,99. Ao mesmo tempo, 1 569 habitantes viviam na zona rural (70,11%) e 669 na zona urbana (29,89%). Ainda segundo o mesmo censo, 1 261 habitantes eram pardos (56,34%), 868 brancos (38,78%), 87 pretos (3,89%) e 22 amarelos (0,98%).
Religião
O distrito de São Bernardo é subordinado à Paróquia Senhora Santana de Luís Gomes, que pertence à Diocese de Santa Luzia de Mossoró. A padroeira de São Bernardo é Nossa Senhora das Graças. Há também outras capelas espalhadas pelo distrito.

## Infraestrutura
São Bernardo possuía, em 2010, 593 domicílios, sendo 387 na zona rural (65,26%) e 206 na zona urbana (34,74%). Desse total, 463 eram próprios e quitados (78,08%); 104 cedidos (17,54%), sendo trinta por empregador (5,06%) e 74 de outras maneiras (12,48%); 25 alugados (4,22%) e um ocupado sob outra condição (0,17%).
Em relação ao abastecimento de água, 297 domicílios (50,08%) eram abastecidos pela rede geral, 216 (36,43%) por poços, 43 (7,25%) através de algum curso d'água, 26 (4,38%) a partir da água da chuva e onze (1,85%) de outra(s) forma(s). Quanto ao fornecimento de energia elétrica, 580 domicílios (97,81%) tinham eletricidade e, em relação ao destino do lixo, este era coletado eram 166 domicílios (27,99%), dos quais 144 (24,28%) através de caçamba e 22 (3,71%) pelo serviço de limpeza.
Ainda em 2010, a taxa de alfabetização da população distrital com idade igual ou superior a dez anos era de 62% (71,3% para as mulheres e 53,3% para o homens). O serviço postal local é atendido por uma agência da Empresa Brasileira de Correios e Telégrafos (Correios).

## Turismo
Em São Bernardo localiza o Alto do Tabor, um dos principais pontos turísticos do município de Luís Gomes, que, durante muito tempo, o principal local destinado aos rituais de oração da população, especialmente na época seca.